# Dick Holub
Richard W. Holub est un joueur et un entraîneur américain de basket-ball, né le 29 octobre 1921 à Racine, dans le Wisconsin, et mort le 27 juillet 2009 à Sun City West, en Arizona. Il évolue dans le championnat universitaire avec les Blackbirds de Brooklyn de l'université de Long Island, puis se présente à la draft 1947 de la BAA, ligue à laquelle a succédé la NBA. Il est choisi par les Knicks de New York, qu'il quitte après une saison pour évoluer sous le maillot de plusieurs équipes de l'American Basketball League. Il est pendant des années l'entraîneur de l'équipe de basket-ball de l'université Fairleigh-Dickinson.